# 279e régiment d'infanterie territoriale
Le 279e régiment d'infanterie territorial est un régiment d'infanterie de l'armée de terre française qui a participé à la Première Guerre mondiale.

## Chefs de corps
1918 Chef de Bataillon Matban Commandant le 2/279 RIT (52e Division Infanterie) - Source:Citation à l'Ordre du Régiment en date du 29/11/1918

## Historique des garnisons, combats et batailles du279eRIT

### Première Guerre mondiale

#### Affectations
- 101e division d'infanterie territoriale de mai 1915 à novembre 1916
- 52e division d'infanterie de juillet 1917 à novembre 1918

## Drapeau
Il ne porte aucune inscription.